# Ruesta
Ruesta est une localité d'Espagne qui se trouve dans le Municipio de Sigüés, dans la province de Saragosse, dans la communauté autonome d'Aragon.
Le village se situe sur les rives de l'Aragon (rivière), à proximité du barrage et du Lac de Yesa qui inonde en partie les terres agricoles. 
La mise en service du barrage en 1960 a entrainé le dépeuplement de Reusta à la suite de l'expropriation des champs cultivés et des habitations. La plupart des habitants se déplacèrent vers de nouveaux villages de peuplement des zones irriguées du Canal de Bardenas. 
Une campagne de travaux a été récemment effectuée afin de préserver le village d'un effondrement de ses ruines . Le village abrite aujourd'hui une maison rurale et une auberge. 
Elle se trouve sur le Camino aragonés (Chemin de Saint-Jacques de Compostelle en Espagne).

## Monuments
Le Château de Ruesta est une forteresse du XIe siècle qui fut conçu comme une des quatre enclaves défensives de l'Aragon. Il a été détruit par Almanzor entre 996 et 999, puis reconstruit par Sanche III Garcés, roi de Pampelune, entre 1016 et 1018. Il passa ensuite sous l'autorité du roi de Navarre, puis de Ramire Ier d'Aragon.
La château était une enceinte rectangulaire d'environ 45 mètres sur 20 mètres et comportant des tours. Le donjon est la plus haute tour bien que le sommet soit aujourd'hui manquant, la seconde tour est plus petite. Les deux tours qui ont conservé une partie de leurs créneaux sont reliées par un mur.